# Endemism

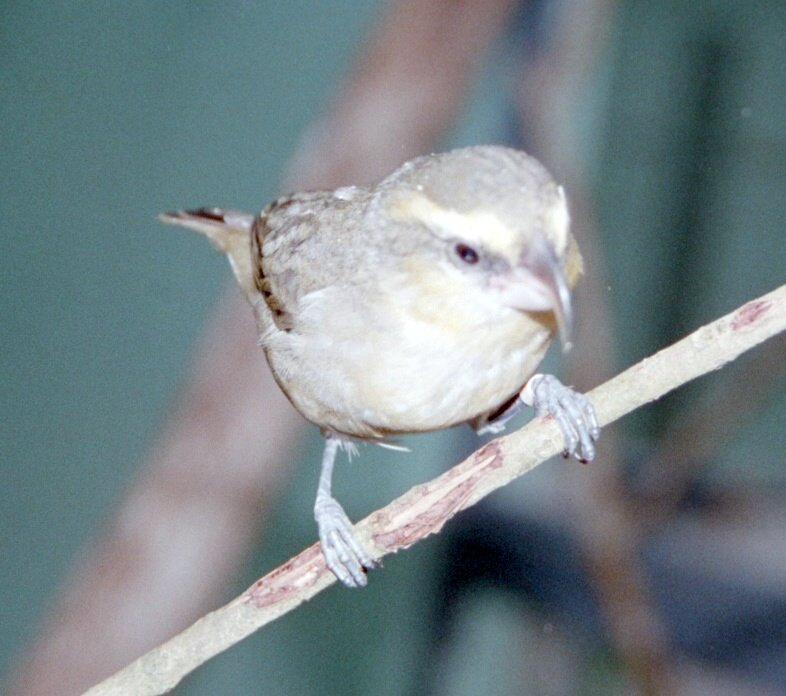
Mauifink (Pseudonestor xanthophrys) tillhör gruppen hawaiifinkar som är endemisk för ögruppen Hawaii.

Endemism är inom biologi och ekologi när ett taxon bara förekommer inom ett specifikt område. Endemism kan förutom geografisk utbredning även vara kopplat till specifika biotoper eller värdväxter och värddjur. Oftast talar man om endemiska arter men det kan även gälla underarter, släkten eller familjer. Generellt har isolerade områden hög endemism men man kan även tala om släkten eller arter som är endemiska för en världsdel eller en faunaregion.
En taxonomisk grupp är endemiskt för det område där dess reproduktion sker. Det vill säga om det avser ett djur som befinner sig i ett stort område stora delar av året men som bara fortplantar sig på ett litet område, exempelvis en ögrupp, så är arten endemisk för denna ögrupp trots att den alltså till största delen befinner sig i andra områden resten av sitt liv.

## Geografiska områden med hög endemism

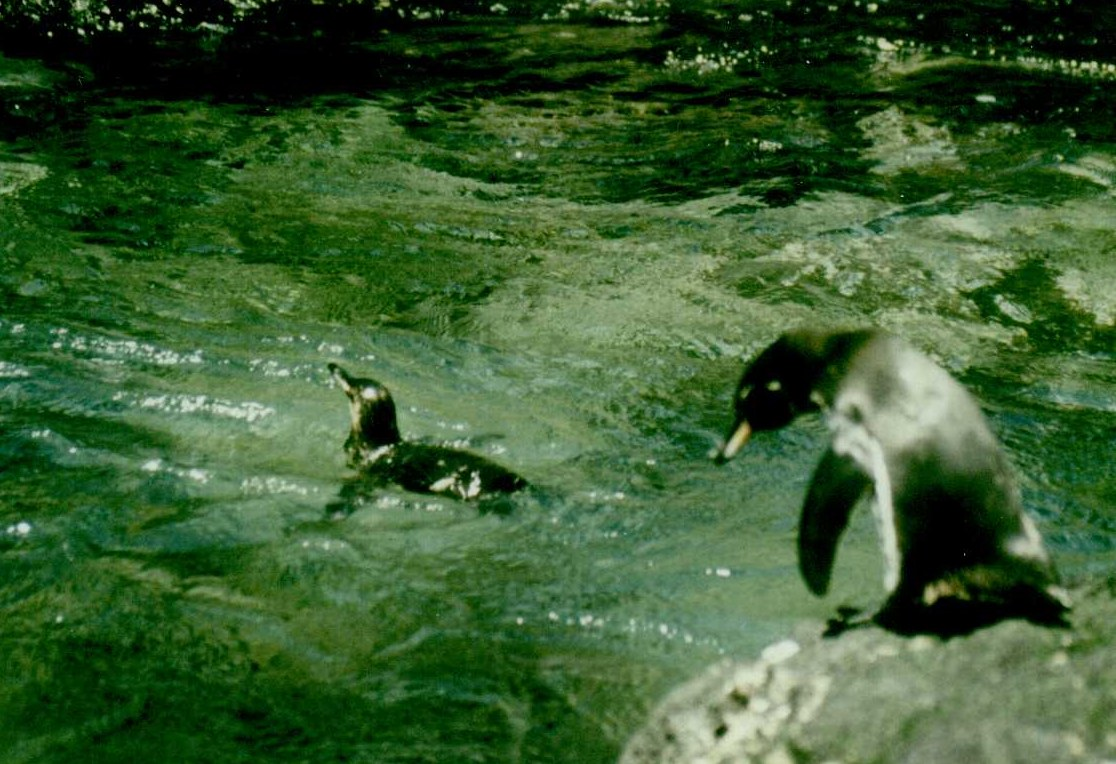
Galapagospingviner

Trots att begreppet alltså kan användas för mycket stora geografiska områden så är det vanligast att man talar om endemism när det gäller taxa som har en mycket begränsad utbredning. Vanligast är att det handlar om öar, isolerade vattendrag eller områden omgivna av exempelvis öknar, höga berg eller andra isolerande barriärer. Vissa taxa som bara lever i extrema områden som exempelvis höga bergsområden, eller i mycket specifika naturtyper isoleras av sina fysiska begränsningar att förflytta sig till liknande områden på andra platser. 

### Exempel på områden med hög endemism
- Galápagosöarna
- Nya Zeeland
- Makaronesien
  - Azorerna
  - Kanarieöarna
  - Kap Verde
  - Madeira
  - Selvagensöarna
- Madagaskar
- Hawaii
- Malawisjön
- Arabiska halvön
- Seychellerna
- Stora sjöarna (Afrika)

## Växter
Det område som förmodligen innehåller flest endemiska växter, särskilt orkidéer, är ögruppen Seychellerna utanför Afrikas östkust. Det beror på att ögruppen varit avskild från kontinenten så länge att en mängd nya arter uppkommit genom evolution och att dessa arter inte har kunnat ha något utbyte med de arter som finns på övriga öar eller på kontinenten.

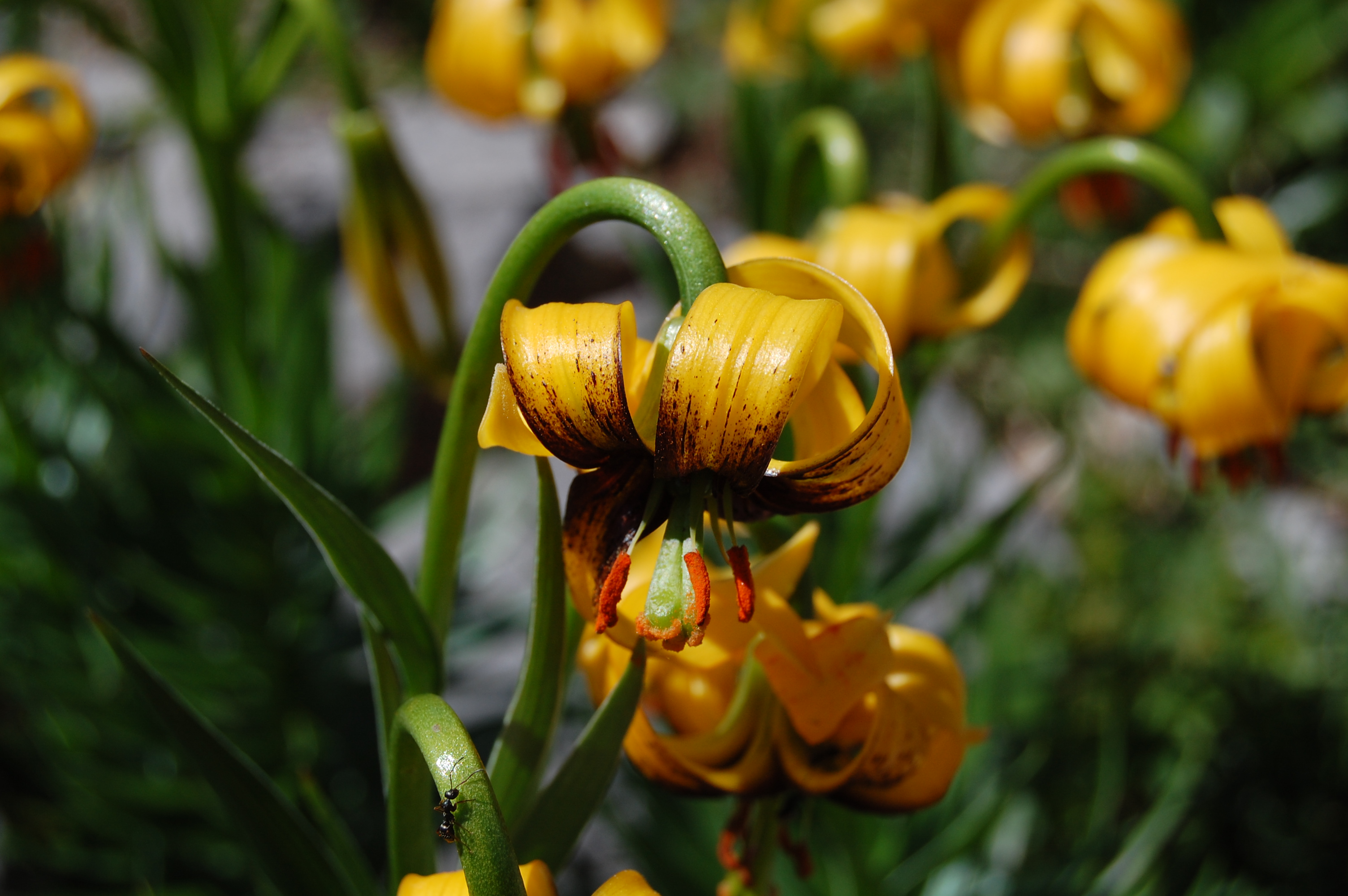
Lilium Bosniacum är ett exempel på en endemisk växtart som endast påträffas i Bosnien och Hercegovina.

### De ekoregioner i världen som har högst endemism bland växter
Enligt Världsnaturfonden har följande ekoregioner procentuellt den högsta endemismen bland växter:
- Fynbos i Sydafrika
- Hawaiis tropiska torrskogar i USA
- Hawaiis tropiska regnskogar i USA
- Hedlandskap i ekoregionen Kwongan, sydvästra Australien
- Madagaskars lövfällande torrskogar
- Madagaskars låglandskogar
- Nya Kaledoniens torrskogar
- Nya Kaledoniens regnskogar
- Sierra Madre de Oaxaca och Sierra Madre del Sur tall- ekskogar i Mexiko och Guatemala

## Djur

### Fåglar

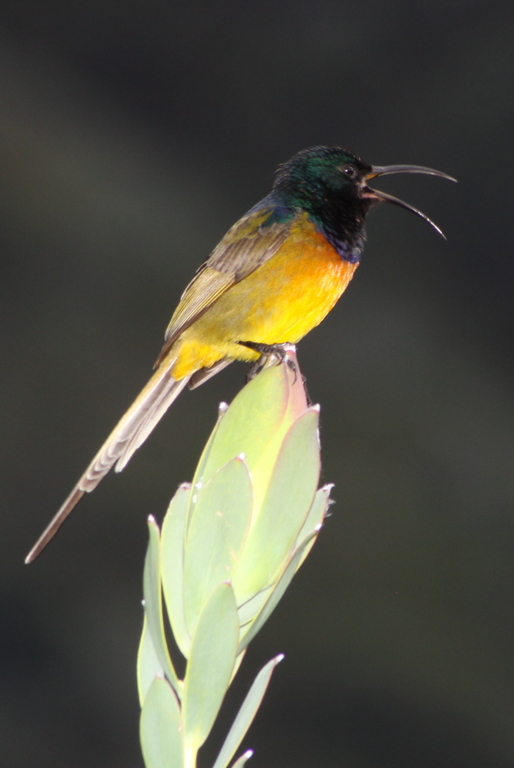
Orangebröstad solfågel är endemisk för sydvästra Kapprovinsen i Sydafrika.

Evolutionärt är ett vanligt scenario för utvecklande av endemism bland fåglar att en numerärt vanlig flyttfågel hamnar på en isolerad ö, blir stationär och därefter utvecklas arten under lång tid, på grund av litet eller inget genetiskt inflöde, till en eller flera endemiska taxa. Västra palearktis har 90 endemiska fåglar varav Europa har 12. Även Nordamerika har 12 endemiska arter.
Nästan alla ordningar bland fåglar är representerade på minst två kontinenter. Det två mest isolerade ordningarna i världen är musfåglar (Coliiformes), som bara finns söder om Sahara i Afrika, och stubbstjärthöns (Tinamiformes), som bara finns i Central- och Sydamerika.
På familjenivå är endemism vanligt. Nedan följer några exempel:
- Kagu (Rhynochetidae), monotypisk familj som bara häckar på Nya Kaledonien i Stilla havet
- Palmtrastar (Dulidae), monotypisk familj som bara häckar på öar runt om ön Hispaniola i Västindien
- Kivier (Apterygidae), familj med fem arter som alla finns på Nya Zeeland
- Todier (Todidae), familj med fem arter som bara finns på ögruppen Stora Antillerna i Västindien
- Hawaiifinkar (Drepanididae), familj som bara finns på Hawaii

## Parasiter och symbiotiska taxa
Vissa parasiter och taxa lever i symbios med andra djur eller växter. Skulle värddjuret/värdväxten dö ut skulle även den endemiska arten dö ut.